# ミハイル・ベールイ
ミハイル・ミハイロヴィチ・ベールイ（ロシア語: Михаи́л Миха́йлович Бе́лый、ラテン文字転写の例：Mihail Mihailovich Beli、1945年10月20日 - ）は、ソビエト連邦時代から生え抜きのロシアの外交官。2007年から2012年まで駐日ロシア大使。

## 来歴
1968年モスクワ国際関係大学を卒業し、1970年、ソ連外務省に入省する。1994年駐在シンガポール大使、1999年連邦外務省第二アジア局長、2004年駐在インドネシア大使（東ティモール、パプア・ニューギニア、キリバス大使を兼務）を経て、2007年2月から駐日ロシア大使として日本に赴任した。2012年退任。
英語、中国語に通じ、日本専門家というよりは中国専門家である。